# Fiat 2472 Viberti CGE
Fiat 2472 Viberti CGE — сочленённый троллейбус, выпускавшийся в Италии в конце 1950 — начале 1960-х годов.

## Характеристика
Сочленённый троллейбус длиной 18 метров, с правым рулём производства Fiat, имеющий кузов с четырьмя пассажирскими дверями разработки кузовного ателье Viberti и электрооборудованием производства CGE.

## Распространение
Эта модель не эксплуатировалась никем, кроме ATM — оператора общественного транспорта Милана, заказавшего 95 троллейбусов (см. Миланский троллейбус). Использовались на круговых маршрутах 90 и 91, которые были очень загружены и проходили через весь город с конечными остановками в аллее Изонцо и на площади Лотто.

### ATM

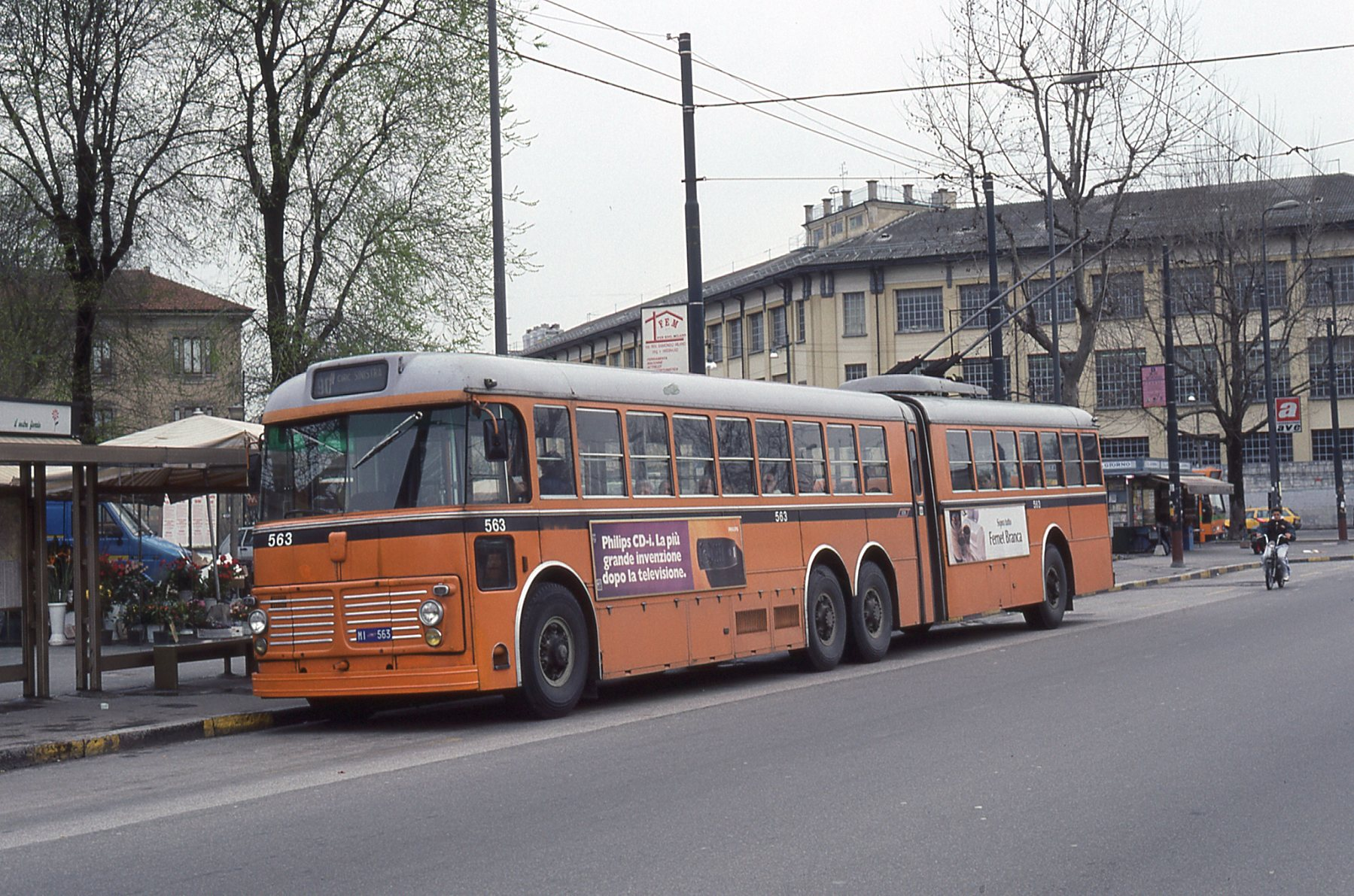

- серия 541—580, 40 штук, были выпущены в 1958—1959 годах;
- серия 581—635, 55 штук, были выпущены в 1964—1965 годах.

Изначально цвет был зелёный, потом превратился в оранжевый.
Троллейбус № 583 с рекламой фирмы Mauri был сохранён как старинный троллейбус.
Троллейбус с серийным номером 583 зелёного цвета недавно был отреставрирован и по особым случаям курсирует по круговым маршрутам 90 и 91.